# La tribu de Uno
La tribu de Uno es una trilogía de libros escrita por Simon Hawke. Pertenece a las novelas del mundo de Sol Oscuro. Se inició con la publicación de la primera parte en 1996 y después de la publicación del tercer volumen se decidió publicar las tres partes en un solo tomo en el año 2000. Esta trilogía y una pentalogía han sido las únicas novelas de Sol Oscuro publicadas en España.

## Argumento
Sorak es un elfling (mitad elfo mitad halfling). Después de ser educado en un convento donde le llevó una druida errante que lo encontró moribundo en el desierto el joven decide ir a buscar a un mago llamado El Sabio, con la esperanza de que este pueda hablarle de todo lo sucedido antes de que fuera hallado en el desierto. Pero no es fácil encontrar a este mago, ya que está escondido, pues se está transformando en un avangion (una especie de dragón) para poder vencer a los malignos reyes-hechiceros que están arrasando con la poca vida que queda ya en el mundo.
Sorak iniciará la búsqueda de este mago en la que será acompañado por su tigone (una especie de felino de gran tamaño), llamado Tigra. Después de la muerte de este contará con su amiga de la infancia Ryana y con la hija de un rey-hechicero que no aprueba los actos de su padre. Mientras la épica aventura transcurre Sorak irá también averiguando más cosas sobre todas las personalidades que conviven con él en su mismo cuerpo y sobre lo que significa ser una tribu de Uno.

### Libros de la trilogía
- El desterrado (The Outcast).
- El peregrino (The Seeker).
- El nómada (The Nomad).

### Personajes
- Datos: Q5968317